# Elutrolampis ornatifemur
Elutrolampis ornatifemur är en insektsart som beskrevs av Marius Descamps 1978. Elutrolampis ornatifemur ingår i släktet Elutrolampis och familjen Romaleidae. Inga underarter finns listade i Catalogue of Life.